# Ite Boerema
Ite Boerema (Uithuizen 14 oktober 1902 - 23 juni 1980) was grondlegger van de hyperbare zuurstoftherapie (HBO, Hyperbaric Oxygen Therapy). Ook hypothermie bij hartoperaties en hyperthermie bij kanker waren onderwerp van zijn onderzoek. 
Boerema studeerde geneeskunde aan de Rijksuniversiteit Groningen en promoveerde in 1927 op een proefschrift over het sluiten van de neurale buis. Voor met zijn chirurgische specialistenopleiding te beginnen maakte hij in 1929 een studiereis door Amerika, evenals zijn collega-hoogleraar chirurgie in het Binnengasthuis, Kummer. Hij was algemeen chirurg in Groningen in de jaren 1935-1946. Daarna was hij hoogleraar algemene chirurgie aan de Universiteit van Amsterdam in het Wilhelmina Gasthuis in de jaren 1946-1973. Voor hij aan het werk ging in Amsterdam, ging hij een half jaar naar de V.S. voor bijscholing. Hij was een zeer vruchtbaar auteur met meer dan 250 artikelen. Onder zijn leiding kwamen 70 proefschriften tot stand en twaalf van zijn leerlingen zijn later zelf hoogleraar geworden. 
In 1946 startte Boerema met Dr. Vermeulen-Cranch de eerste anaesthesisten opleiding in Nederland. In 1958 werd Dr. Vermeulen-Cranch de eerste hoogleraar Anaesthesiologie in Europa.
Bij Boerema speelde de experimentele chirurgie, waar hij in Groningen al mee was begonnen, een grote rol. Zo was hij de eerste in de wereld, die bij een dier een openhartoperatie uitvoerde met gebruik van hypothermie. Samen met Dr. Bigelow in Toronto staat de vinding van de hypothermie, met ijs, op zijn naam. De koeling van het bloed buiten het lichaam, die nog steeds in de hart-longmachine wordt gebruikt, staat alleen op naam van Boerema. Door de hypothermie werd de operatietijd van het hart van 3 minuten verlengd tot 7 à 8 minuten.
De bovenverdieping van zijn kliniek in Amsterdam werd geheel ingericht voor de experimentele chirurgie. Zo was Boerema op vele gebieden de eerste, die na proeven op dieren, op mensen de operatie uitvoerde. Hij was o.a. de eerste, die in Nederland een z.g. blue baby opereerde. In 1975 werd zijn assistent Dr. Klopper als eerste benoemd tot hoogleraar in de experimentele chirurgie. Voor de hyperbarie voerde hij samen met zijn assistent Dr. Meijne vele operaties uit op konijnen en varkens in een hogedruktank van de Marine in Den Helder. Zijn voordracht hierover in Zürich in 1956 was een wereldprimeur. Als experiment wist hij proefdieren onder hoge druk zelfs zonder rode bloedcellen in leven te houden (Life without blood, 1960).
Zeer bekend is zijn "Knoop van Boerema", die gebruikt werd voor hersteloperaties in het spijsverteringskanaal.     
De eerste hogedruktank voor medische toepassing (1959) stond in het Wilhelmina Gasthuis in Amsterdam. De financiering hiervan kwam tot stand door een gift van de vatenfabriek van Leer en de Gemeente Amsterdam. De tank werd aanvankelijk gebruikt om hartoperaties in uit te voeren, waardoor de operatietijd voor het hart in combinatie met hypothermie verlengd werd van 3 naar 14 minuten. Met Dr. Brummelkamp ontwikkelde hij therapieën voor anaerobe infecties. Momenteel zijn er diverse tanks in Nederland, die vooral moeilijk te genezen wonden behandelen, die o.a. bij suikerziekte voorkomen. Toen het 'WG' verhuisde naar het Academisch Medisch Centrum is deze tank meegegaan naar het AMC, waar hij nog altijd gebruikt wordt voor wetenschappelijk onderzoek en voor de behandeling van patiënten met bijvoorbeeld chronische wonden, diabetische voet of pijnklachten door bestralingsschade die jaren later optreden. Ook wordt de tank gebruikt voor acute zorg, zoals duikongevallen, caissonziekte koolmonoxidevergiftiging en luchtembolieën. 
Boerema wordt algemeen beschouwd als de laatste dictatoriale chirurg in Nederland, die echter steeds eindverantwoordelijk was.  
Boerema was lid van de Koninklijke Nederlandse Akademie van Wetenschappen, Ridder in de Orde van de Nederlandse Leeuw en Officier in het Legioen van Eer. Daarnaast had hij een aantal eredoctoraten.

## Publicaties
Dit is slechts een zeer kleine selectie van enkele markante en de meest recente items uit een lijst van meer dan 250 items. 
- Ite Boerema. Over het sluiten van de neuraalbuis : een experimenteel-morphologische studie bij urodelen. Proefschrift, Groningen, M. de Waal, 1928
- Boerema I. The use of hyperbaric oxygen. Am Heart J. 1965 Mar;69:289-92.
- Brummelkamp Wh, Boerema I, Hoogendyk L. Treatment of clostridial infections with hyperbaric oxygen drenching. A report on 26 cases. Lancet. 1963 Feb 2;1(7275):235-8.
- Het belang van waarneming alleen, Boerema, I. Ned Tijdschr Geneeskd. 1976; 120; 1621-5
- Zijn en worden Boerema, I. Ned Tijdschr Geneeskd. 1974; 118; 628-33
- Kentering in het onderwijs in de chirurgie. Boerema, I. Ned Tijdschr Geneeskd. 1972; 116; 2278-84
- De arbeidstijden in een chirurgische universiteitskliniek Boerema, I. Ned Tijdschr Geneeskd. 1972; 116; 1891-4
- Chirurgische Historiën. Autobiografische memoires. Uitgeverij van Gorcum & Comp. B.V. Assen, 1976.
- Boerema, I., Meyne, N.G., Brummelkamp, W.K., Bouma, S., Mensch, M.H., Kamermans, F., Stern Hanf, M., van Aalderen, W. Life without blood. J Cardiovasc Surg. 1960; 1: 133-146